# Dixie Dean
William Ralph Dean, zvaný Dixie (22. ledna 1907, Birkenhead, Anglie — 1. března 1980, Liverpool, Anglie), byl anglický fotbalový útočník, jeden z nejlepších světových fotbalistů éry mezi 1. a 2. světovou válkou.

## Životopis
Začínal v klubu Tranmere Rovers. V roce 1925 přestoupil do Evertonu, s nímž se stal v letech 1928 a 1932 anglickým mistrem. V roce 1928 se stal nejlepším ligovým kanonýrem se 60 brankami za sezónu, což je dosud platný anglický rekord. V reprezentaci odehrál 16 zápasů a vstřelil 18 gólů.
Psal se rok 1907 a v anglickém městu Birkenhead (hrabství Merseyside) se do rodiny strojvůdce narodil William Ralph Dean. Už od dětství sportoval Během první světové války roznášel do birkenheadských rodin čerstvé mléko. Od svých sedmi let také navštěvoval Laird Street School. V 11 letech pak se souhlasem rodičů přestoupil do „trestanecké školy“. Ne však proto, že by něco ukradl (jak posléze vykládal svým spolužákům, aby zapadl do kolektivu). V této instituci totiž fungovalo fotbalové mužstvo. Zde také získal přezdívku „Dixie“, pod kterou se proslavil, i když jí sám příliš rád neměl.
Ve 14 letech ukončil školu a díky otci získal práci coby montér-učeň u Wirral Railway. Bral převážně noční směny. Jednak proto, aby mohl ve dne trénovat fotbal, a také proto, že je nikdo nechtěl kvůli obrovským krysám, které vždy v noci vylezly z děr. Dean tyto krysy podle svých pozdějších slov nakopával o zeď a trénoval tak střelbu. V té době si ho všimli synové jeho vedoucího, manažeři místního klubu New Brington A.F.C., a nabídli mu smlouvu. William však pokračoval ve svém stávajícím týmu – Pensby United, kde strávil další dva roky.
„Don't rub 'em, count 'em!“
Jeho první velká fotbalová zkušenost přišla s přestupem do o několik soutěží výš hrajícího klubu Tranmere Rovers. Zde při jednom utkání přišel po tvrdém souboji o varle. Když mu spoluhráč třel postižené místo, aby zmírnil bolest, William zakřičel „Netři je, spočti je!“. Poukázal tím na své střelecké schopnosti. Ve 30 zápasech nastřílel pro Rovers 27 gólů, čehož si logicky všimli agenti velkých mužstev. 178 cm vysoký černovlasý útočník s devítkou na zádech se stával více a více známým. Své nabídky posílali z Arsenalu, New Castlu United, ale i z Deanova oblíbeného Evertonu, který miloval už od dětství, a kam v roce 1925 forward za 3000 liber přestoupil.
Ve své první sezóně skóroval za „Toffies“ celkem 32krát. V létě roku 1926 však ošklivě boural na motorce a s jeho fotbalovou kariérou to vypadalo bledě. „Bude Dixie vůbec ještě někdy hrát? Bude vůbec žít?“ ptala se celá Anglie. Napříč velice špatným lékařským prognózám nastoupil útočník za B tým už po několika týdnech a hned rozvlnil síť hlavou, v níž měl kovové platy kvůli utrpěné fraktuře lebky. 
V následující sezóně se mu podařilo vstřelit 60 ligových gólů, což je dodnes anglický rekord, a pomohl svému týmu vyhrát nejvyšší anglickou soutěž. Naproti tomu Everton v roce 1931 spadl do druhé ligy, kterou vyhrál a navrátil se mezi klubovou elitu. V témž roce Dixie vstoupil do řádu Svobodných zednářů a oženil se. S liverpoolským klubem získal ještě FA Cup, v jehož finále roku 1933 vystřelil Evertonu vítězství. V tomto období se zviditelnil i veřejnou výzvou o navrácení jeho majetku adresovanou lupiči, který se mu o Vánocích vloupal do domu a ukradl pouze jeho čepici a hodiny, zatímco šperky nechal ležet. Jinak měl ale své fanoušky velice rád a mrzelo ho, když jako evertonský kapitán po sezóně 1936/37 odcházel kvůli příliš vysokým fyzickým nárokům hry. Bylo mu 30 let a jeho kariéra se chýlila ke konci.
Před odchodem do fotbalového důchodu prošel ještě třemi menšími kluby. Za zmínku určitě stojí vítězství v FA Cupu se Sligo Rovers, za které půl roku kopal. Medaile mu ovšem byla odcizena a záhadně navrácena až mnoho let poté. Poslední zápas kariéry, kterou mu předčasně ukončila druhá světová válka, odehrál za Ashton United. Za svůj život nastřílel 390 branek v 447 soutěžních utkáních.
Po zbytek života pracoval jako vrátný u kanceláří Littlewoods Football Pool. Lidé, co ho zde potkávali, o něm mluví jako o klidném a skromném člověku. Ke konci života k němu nebylo zdraví milosrdné – často byl hospitalizován, čtyři roky před svou smrtí dokonce přišel kvůli krevní sraženině o pravou nohu. Jakmile ovšem mohl, opět se přišel podívat na Goodison Park, který se mu stal osudným. Umírá prvního března na evertonské tribuně při merseysidském derby na zástavu srdce. O 20 let později byl uveden do anglické fotbalové síně slávy a Goodison Park ozdobila jeho socha se štítkem „Footballer, Gentleman, Evertonian“.
Dixie po sobě zanechal 4 děti, několik rekordů a nespočet fotbalových vzpomínek. 